# Un'amicizia pericolosa
Un'amicizia pericolosa (Gold Diggers: The Secret of Bear Mountain) è un film del 1995 diretto da Kevin James Dobson.

## Trama
1980. Beth, una ragazza adolescente di Los Angeles e sua madre, recentemente rimasta vedova, decidono di tornare nel luogo d'origine della loro famiglia, nel nord-ovest del Pacifico, per cercare di rifarsi una vita. Inizialmente Beth odia quel posto, ma incontra poi una ragazza di nome Jody. Jody ha una brutta reputazione ed una madre alcolizzata, tuttavia entrambe adorano Winnie the Pooh e condividono uno spirito avventuroso, per cui presto diventano amiche. La loro sete di avventure le porterà ad esplorare le misteriose grotte sotto Bear Mountain, in cui, secondo una leggenda, molto tempo fa vi erano delle miniere d'oro.

## Produzione
Le protagoniste della pellicola sono Christina Ricci e Anna Chlumsky. La storia si svolge nella città fittizia di Wheaton, Washington, ma è stato girato a Vancouver, Nelson, e Pemberton, Columbia Britannica.